# Tordoia
Tordoia és un municipi de la província de la Corunya a Galícia. Pertany a la comarca d'Ordes.
| 3.707 | 4.459 | 6.220 | 6.220 | 4.713 |
| Fonts: INE i IGE (Els criteris de registre censal variaren i les dades de l'INE i de l'IGE poden no coincidir.) |       |       |       |       |

## Parròquies
- Andoio (San Mamed)
- Anxeriz (Santa María)
- Bardaos (Santa María)
- Cabaleiros (San Xián)
- Castenda da Torre (Santa María)
- Gorgullos (Santa Eulalía)
- Leobalde (San Cristoval)
- Numide (Santiago)
- Tordoia (San Juan)
- A Vila de Abade (San Ciprián)